# Esther Anderson
Esther Anderson (Saint Mary, 4 agosto 1945) è un'attrice, fotografa e regista cinematografica giamaicana.

## Biografia
Dopo essersi classificata terza a Miss Jamaica 1960, negli anni 60 Esther Anderson ha contribuito alla fondazione della Island Records. Nello stesso periodo ha avuto piccolo ruoli in serie televisive come Dixon of Dock Green e Agente speciale e ha recitato nei film The Touchables, Controfigura per un delitto e Grazie per quel caldo dicembre; con quest'ultimo film ha vinto nel 1973 un NAACP Image Award come Miglior attrice protagonista.
In concomitanza con il suo lavoro da attrice, la Anderson ha intrapreso la carriera da fotografa e una collezione di foto di Bob Marley da lei scattate è stata esposta a Londra, nella galleria Dadiani Fine Art. Nel 2011 è stato distribuito il documentario Bob Marley: The Making of a Legend, basato su materiale riguardante il cantante risalente agli anni 70 e proiettato in numerosi festival come il Jamaica Reggae Film Festival, l'Edinburgh International Film Festival e il London's Rivington Place Film Festival.

## Filmografia

### Cinema
- Gengis Khan il conquistatore (Gengis Khan), regia di Henry Levin (1965)
- Il teatro della morte (Theatre of Death), regia di Samuel Gallu (1967)
- The Touchables, regia di Robert Freeman (1968)
- Two Gentlemen Sharing, regia di Ted Kotcheff (1969)
- Controfigura per un delitto (One More Time), regia di Jerry Lewis (1970)
- Grazie per quel caldo dicembre (A Warm December), regia di Sidney Poitier (1973)
- The Three Dumas (2007) - documentario

### Televisione
- No Hiding Place - serie TV, 1 episodio (1964)
- Agente Speciale (The Avengers) - serie TV, 1 episodio (1966)
- Dixon of Dock Green – serie TV, 1 episodio (1968)
- The Wednesday Play – serie TV, 1 episodio (1969)
- A tutte le auto della polizia (The Rookies) – serie TV, 2 episodi (1974-1975)

### Regista
- The Three Dumas, con Gian Godoy (2007) - documentario
- Bob Marley: The Making of a Legend, con Gian Godoy (2011) - documentario

### Produttrice
- The Three Dumas (2007) - documentario

### Sceneggiatrice
- The Three Dumas (2007) - documentario